# Стад-де-Шарміль
«Стад-де-Шарміль» (фр. Stade des Charmilles) — багатофункціональний стадіон у Женеві, що існував до 2002 року і переважно використовувався для проведення футбольних матчів. Також до 2003 року був домашньою ареною для футбольного клубу «Серветт».

## Будівництво
Стадіон був побудований 28 червня 1930 року для проведення зустрічей у рамках Кубка Націй 1930 року, організованого футбольним клубом «Серветт». 
На стадіоні проходили 4 матчі чемпіонату світу 1954 року, а також молодіжний чемпіонат Європи з футболу 2002 року, де було зіграно 3 гри.
У 1977 році на стадіоні було встановлено перше прожекторне освітлення, а в 1983 році трибуни були покриті дахом.
У 1984 році у зв'язку з старінням «Стад-де-Шарміль», з'явилися перші проектні плани з будівництва нового стадіону. У 1992 році була утворена проектна комісія, яка запропонувала два варіанти: або повністю реконструювати і модернізувати стадіон протягом 4 років, або спорудити в Женеві абсолютно новий стадіон. Між тим, в 1995 році головна трибуна стадіону — Трибуна А була визнана старою і небезпечною для розміщення глядачів, і в тому ж році вона була закрита. Вже в наступному році був розроблений проект з реставрації стадіону, згідно з яким головна трибуна повинна була бути відкрито знову, і на стадіоні знову були задіяні всі місця. Будівництво нового стадіону в Женеві було розпочато у 2000 році.
Останній матч на «Стад-де-Шарміль» відбувся 8 грудня 2002 року при повних трибунах. Стадіон був закритий у 2002 році з будівництвом в Женеві нового футбольного стадіону «Стад-де-Женев».
На початку 2012 року стадіон був повністю знесений. На місці стадіону збудовано житловий будинок, розбитий парк з фонтанами і дитячим майданчиком. 

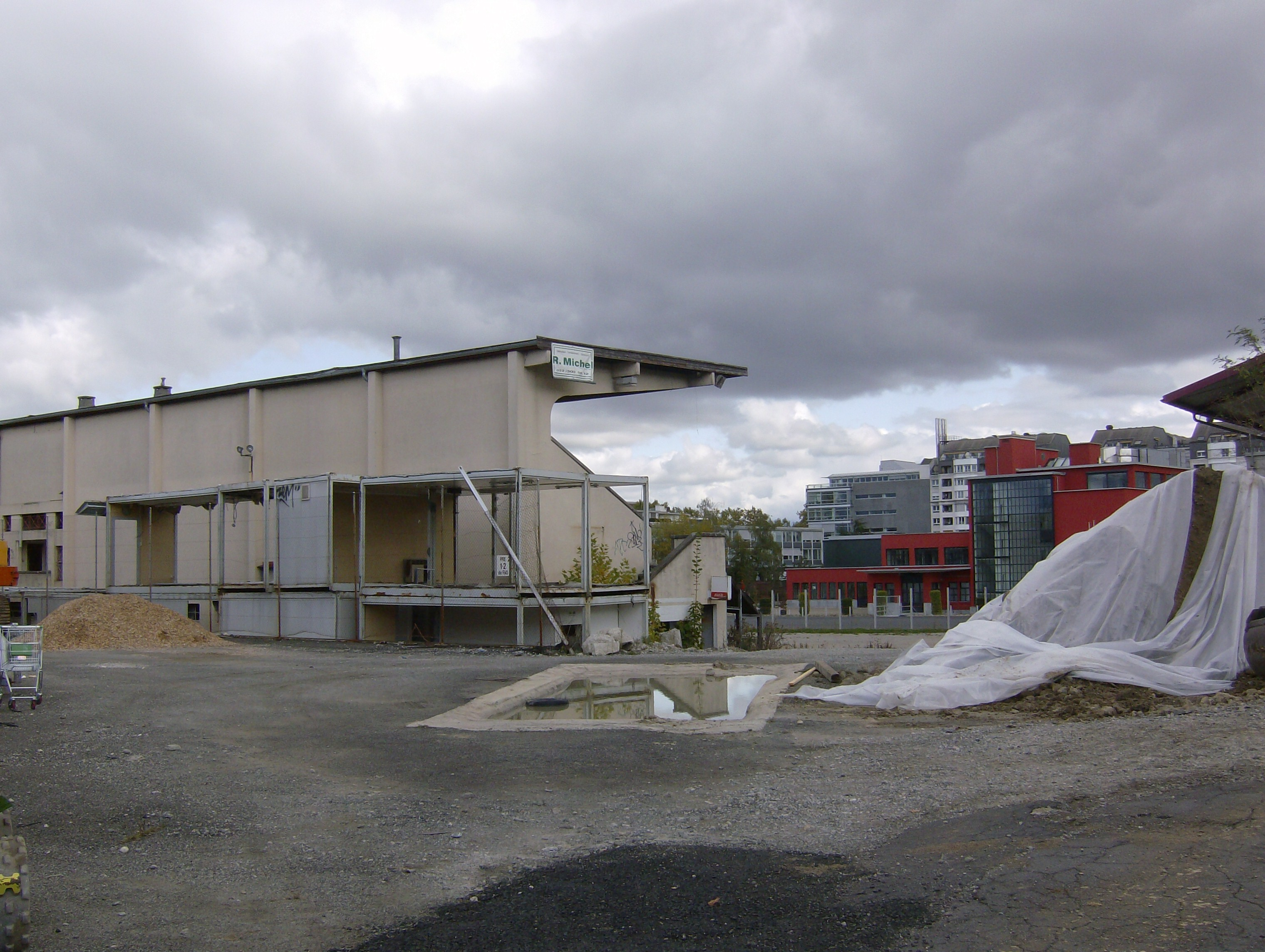
Залишки «Стад-де-Шарміль» у 2008 році.

В даний час про стадіон нагадує пам'ятна дошка і кілька скульптур, що зображують футболістів і глядачів.

## Місткість
На першому матчі, проведеному на «Стад-де-Шарміль», були присутні близько 14 тисяч глядачів. Спочатку офіційна місткість стадіону становила 30 тисяч глядачів, хоча максимальна кількість уболівальників на стадіоні була зафіксовано 14 жовтня 1951 року під час проведення зустрічі між збірними Швейцарії і Франції, коли їх кількість перевищила 40 тисяч осіб.
Поступово, з 1980 року, зі зменшенням стоячих місць, місткість стадіону знижувалася, і до 1985 році вона склала 20 тис. глядачів, а у 1998 році, коли всі місця на стадіоні стали сидячими, його місткість склала 9,250 глядачів.

## Головні матчі

### Чемпіонат світу 1954 року
Під час проведення чемпіонату світу з футболу в 1954 році на «Стад-де-Шарміль» відбулося чотири матчі за участю збірних ФРН, Бразилії, Франції, Мексики, Югославії, Південної Кореї та Туреччини. 
| №  | Дата           | Збірні                     | Рахунок | Раунд       | Глядачів |
| -- | -------------- | -------------------------- | ------- | ----------- | -------- |
| 1. | 16 червня 1954 | Бразилія – Мексика         | 5 – 0   | Група 1     | 13.000   |
| 2. | 19 червня 1954 | Франція – Мексика          | 3 – 2   | Група 1     | 19.000   |
| 3. | 20 червня 1954 | Туреччина – Південна Корея | 7 – 0   | Група 2     | 3.000    |
| 4. | 27 червня 1954 | Югославія – ФРН            | 0 – 2   | Чвертьфінал | 20.000   |